# Marc Cañellas
Marc Cañellas Reixach, más conocido como Marc Cañellas, (Santa María de Palautordera, 21 de julio de 1995) es un exjugador de balonmano español. Fue un componente de la selección de balonmano de España. Es hermano del balonmanista internacional español Joan Cañellas.
Con la selección debutó en junio de 2017 dentro de la clasificación para el Campeonato Europeo de Balonmano Masculino de 2018 jugando dos partidos, uno frente a la selección de balonmano de Bosnia y Herzegovina y el otro frente a la selección de balonmano de Finlandia.

## Carrera deportiva
Formado en la cantera del BM Granollers debutó con el club catalán en 2014, año en el que además ganó la medalla de bronce en el Campeonato Europeo de Balonmano Masculino Junior de 2014. En la temporada 2014-15 jugó 19 partidos y marcó 12 goles con el Granollers.
A partir de 2015 se convirtió en imprescindible con el club catalán, donde jugó 29 partidos y metió 69 goles en la temporada 2015-16 y 28 partidos y los mismos goles en la temporada 2016-17, motivo por el cual fue convocado con la Selección de balonmano de España para disputar los encuentros de clasificación para el Campeonato Europeo de Balonmano Masculino de 2018 frente a la Selección de balonmano de Bosnia y Herzegovina y la Selección de balonmano de Finlandia.

## Clubes
- BM Granollers (2014-2018)
- IFK Kristianstad (2018-2019)
- C' Chartres MHB (2019-2022)
- BM Granollers (2024)[4]